# Філіпа Азеведу
Філіпа Азеведу (порт. Filipa Azevedo, 31 липня 1991, Гондомар) — португальська співачка. Представляла Португалію на пісенному конкурсі Євробачення 2010 в Осло із піснею «It's all about you» (18-те місце у фіналі).
У музичну консерваторію рідного Порто вступила у 12 років, вчилась грі на флейті. Через 4 роки разом із мамою здобула перемогу в національному шоу «Зіркова родина» на телеканалі SIC. Після цього покинула навчання у консерваторії, почала брати участь у різноманітних пісенних конкурсах. 2009 року випустила однойменний сольний альбом. Нині мешкає в Лондоні. На конкурсі Євробачення 2010 пройшла у фінал.
Філіпа тяжіє до R&B, джазу і хіп-хопу. Її улюблені виконавці Авріл Лавін, Джессі Маккартні, групи PCD і BED.